# Amerykanie pochodzenia belgijskiego
Amerykanie pochodzenia belgijskiego/Belgowie w Stanach Zjednoczonych (ang. Belgian-Americans) – mieszkańcy, obywatele USA wywodzący swe korzenie od imigrantów z Belgii.
Według spisu powszechnego z 2000 r., 360 642 Amerykanów jest w całości lub częściowo pochodzenia belgijskiego. Stany z największą liczbą potomków imigrantów belgijskich to: Wisconsin (57 808), Michigan (53 135), Illinois (34 208), Kalifornia (26 820) i Minnesota (15 627).